# Safety Not Guaranteed
Safety Not Guaranteed (titulada Seguridad no garantizada en España) es una película estadounidense de 2012 dirigida por Colin Trevorrow. Está protagonizada por Aubrey Plaza, Mark Duplass, Jake Johnson y Karan Soni. El guion, escrito por Derek Connolly, se basó en un anuncio clasificado publicado en la revista Backwoods Home Magazine, el cual fue escrito a modo de broma por un empleado de la revista.

## Argumento
Darius Britt (Aubrey Plaza) es una joven apática que vive junto a su padre (Jeff Garlin) y hace su práctica en una revista. Un día, uno de los escritores de la revista, Jeff Schwensen (Jake Johnson), propone investigar un anuncio clasificado que encontró en un periódico, en el cual una persona busca a alguien que lo acompañe en un viaje hacia el pasado. Luego que la idea es aprobada por su jefa, Jeff escoge a Darius y a un joven llamado Arnau (Karan Soni) para que lo ayuden. Los tres viajan al pueblo de Ocean View para poder investigar el caso y conocer a quien escribió el anuncio. Posteriormente Jeff les cuenta que otra de sus razones para viajar al lugar consiste en reencontrarse con Liz, una antigua novia. 
Darius descubre que el responsable del anuncio es un hombre llamado Kenneth Calloway (Mark Duplass), quien trabaja en una tienda del pueblo. Aunque Jeff intenta conversar con Kenneth acerca del anuncio, este se muestra inseguro ante su presencia y le dice que se vaya. Debido a esto, Jeff decide que Darius deberá intentar hablar con Kenneth, para descubrir la verdad tras el anuncio. Darius logra convencer a Kenneth para que la acepte como acompañante en su viaje, para lo cual deberá someterse a un entrenamiento. Además, la joven descubre que Kenneth cree que está siendo seguido por agentes secretos, quienes según él buscan sabotear su plan. A medida que pasan más tiempo juntos, Darius comienza a encariñarse con el hombre. Un día, Kenneth le revela que quiere volver al pasado para evitar la muerte de su exnovia, Belinda (Kristen Bell), quien murió luego que un automóvil se estrellara contra su casa.
Mientras tanto, Jeff logra reencontrarse con Liz (Jenica Bergere). Aunque no es tan atractiva como la recordaba, ambos reviven la relación sentimental que tenían. Sin embargo, cuando él le propone irse a vivir juntos a Seattle, Liz cree que Jeff solo la ve como otra aventura amorosa y rechaza la invitación. Molesto por la decisión de Liz, Jeff invita a Arnau a recorrer el pueblo y divertirse. Jeff le dice a Arnau que no desperdicie su juventud y lo convence de que pase la noche junto a una joven que acaba de conocer.
Al día siguiente, Jeff recibe una llama telefónica de su jefa, quien le informa que Belinda está viva. Al entrevistarla, Darius descubre que Belinda solo era la amiga de Kenneth, y que fue el mismo Kenneth quien estrelló su automóvil contra la casa de su entonces novio. Luego de la entrevista, Darius es interrogada por dos agentes del gobierno, quienes habían estado siguiendo a Kenneth porque creían que era un espía.
Darius va a la casa de Kenneth para preguntarle sobre Belinda. Kenneth le dice que dado que Belinda se encuentra viva, entonces el viaje en el tiempo funcionó y pudo salvarla. En ese momento, Jeff llega al lugar y les dice que los agentes del gobierno están cerca. Kenneth se asusta y huye al bosque. Darius lo sigue y lo encuentra en un lago, junto a la máquina del tiempo que construyó. La joven se disculpa con Kenneth por haberle mentido y le dice que todos los sentimientos que compartieron fueron reales. Kenneth la invita a subirse a la máquina del tiempo y le informa que su misión ha cambiado: ahora volverá en el tiempo por ella. Kenneth activa la máquina y ambos desaparecen a bordo de ella, ante la mirada de Jeff, Aranau y los dos agentes.

## Reparto
- Aubrey Plaza como Darius Britt.
- Mark Duplass como Kenneth Calloway.
- Jake Johnson como Jeff Schwensen.
- Karan Soni como Arnau.
- Jenica Bergere como Liz.
- Kristen Bell como Belinda.
- Jeff Garlin como Sr. Britt
- Mary Lynn Rajskub como Bridget.

## Recepción
Safety Not Guaranteed obtuvo una respuesta positiva por parte de la crítica cinematográfica. La película posee un 91% de comentarios positivos en el sitio web Rotten Tomatoes, basado en un total de 129 reseñas, y una puntuación de 72/100 en Metacritic. Elizabeth Weitzman del periódico Daily News la incluyó dentro de las diez mejores películas del año, y sostuvo que era una «deliciosa prueba de que el dinero y la fama no tienen nada que hacer contra la ingenuidad y el ingenio, Safety Not Guaranteed vale por un millón de éxitos de taquilla sin sentido». Mary Pols de la revista Time sostuvo que Safety Not Guaranteed «tiene todas las características de una película de culto: personajes excéntricos, una premisa ridícula y un gancho emocional que resuena; el deseo de volver en el tiempo, no por un gran ideal de ciencia ficción como, digamos, salvar el mundo, sino para encontrar nuestro lugar en él».

## Premios
| Año  | Premio                       | Categoría                      | Receptor(es) | Resultado |
| ---- | ---------------------------- | ------------------------------ | --- | --------- |
| 2013 | Premios Independent Spirit   | Mejor ópera prima              | Derek Connolly, Marc Turtletaub, Colin Trevorrow, Stephanie Langhoff y Peter Saraf                                  | Nominado  |
| 2013 | Premios Independent Spirit   | Mejor guion de ópera prima     | Derek Connolly | Ganador   |
| 2012 | Gotham Awards                | Mejor reparto                  | Jake Johnson, Karan Soni, Aubrey Plaza, Jenica Bergere, Kristen Bell, Mark Duplass, Jeff Garlin y Mary Lynn Rajskub | Nominado  |
| 2012 | Festival de Cine de Sundance | Waldo Salt Screenwriting Award | Derek Connolly | Ganador   |
| 2012 | Festival de Cine de Sundance | Grand Jury Prize               | Colin Trevorrow | Nominado  |